# مقاطعة كالدويل (كنتاكي)
مقاطعة كالدويل (بالإنجليزية: Caldwell County)‏ هي إحدى المقاطعات في ولاية كنتاكي في الولايات المتحدة الأمريكية.

## أعلام
- صموئيل ب كوبر
- نيكولاس بارتليت بيرس